# Пірсон Ешенко
Пірсон Ешенко (англ. Pearson Eshenko; нар. 16 жовтня 1997, Банфф, Альберта) — канадський волейболіст, гравець національної збірної та португальського клубу «Бенфіка».

## Життєпис
Народжений 16 жовтня 1997 року в Банффі, Альберта.
Під час кар'єри гравця виступав за канадську команду «Трініті Вестерн Спартанс», німецькі клуби «Геліос Гріззліс» (Гіссен, 2020—2021), СФҐ «Люнебург» (SVG Lüneburg, 2021—2023).  

### Досягнення
У збірній
- віцечемпіон NORCECA[en] 2021, 2023

Клубні
- володар Суперкубка Португалії 2023[1]

Особисті
- кращий блокувальник чемпіонату Німеччини[2]